# いつも心に太陽を (郷ひろみの曲)
「いつも心に太陽を」（いつもこころにたいようを）は1979年6月21日に発売された郷ひろみ31作目のシングル。

## 収録曲
全曲　作詞：阿久悠／作曲・編曲：ミッキー吉野
1. いつも心に太陽を（4分15秒）
2. ジゴロ